# Pouteria gomphiifolia
Pouteria gomphiifolia är en tvåhjärtbladig växtart som först beskrevs av Carl Friedrich Philipp von Martius och Friedrich Anton Wilhelm Miquel, och fick sitt nu gällande namn av Ludwig Radlkofer. Pouteria gomphiifolia ingår i släktet Pouteria och familjen Sapotaceae. Inga underarter finns listade i Catalogue of Life.